# Franc du Liechtenstein
Pour les articles homonymes, voir franc.
 (décembre 2023).
Si vous disposez d'ouvrages ou d'articles de référence ou si vous connaissez des sites web de qualité traitant du thème abordé ici, merci de compléter l'article en donnant les références utiles à sa vérifiabilité et en les liant à la section « Notes et références ».
Le franc (Frank, pluriel : Franken) est la monnaie officielle du Liechtenstein depuis 1924, date à laquelle le pays signe une convention monétaire avec la Suisse : le franc suisse a donc cours légal dans ce pays et est en réalité sa seule unité de compte.

## Histoire monétaire
En 1898, le Liechtenstein adopte comme monnaie la couronne divisée en 100 hellers, qui rejoint l'Union latine. Des pièces de monnaie spécifiques sont émises, dans un pays où circulent à parité le franc suisse et la couronne austro-hongroise. Entre 1920 et 1924, deux réformes font du franc suisse la seule monnaie légale du pays, cependant que des émissions monétaires spécifiques continuent.

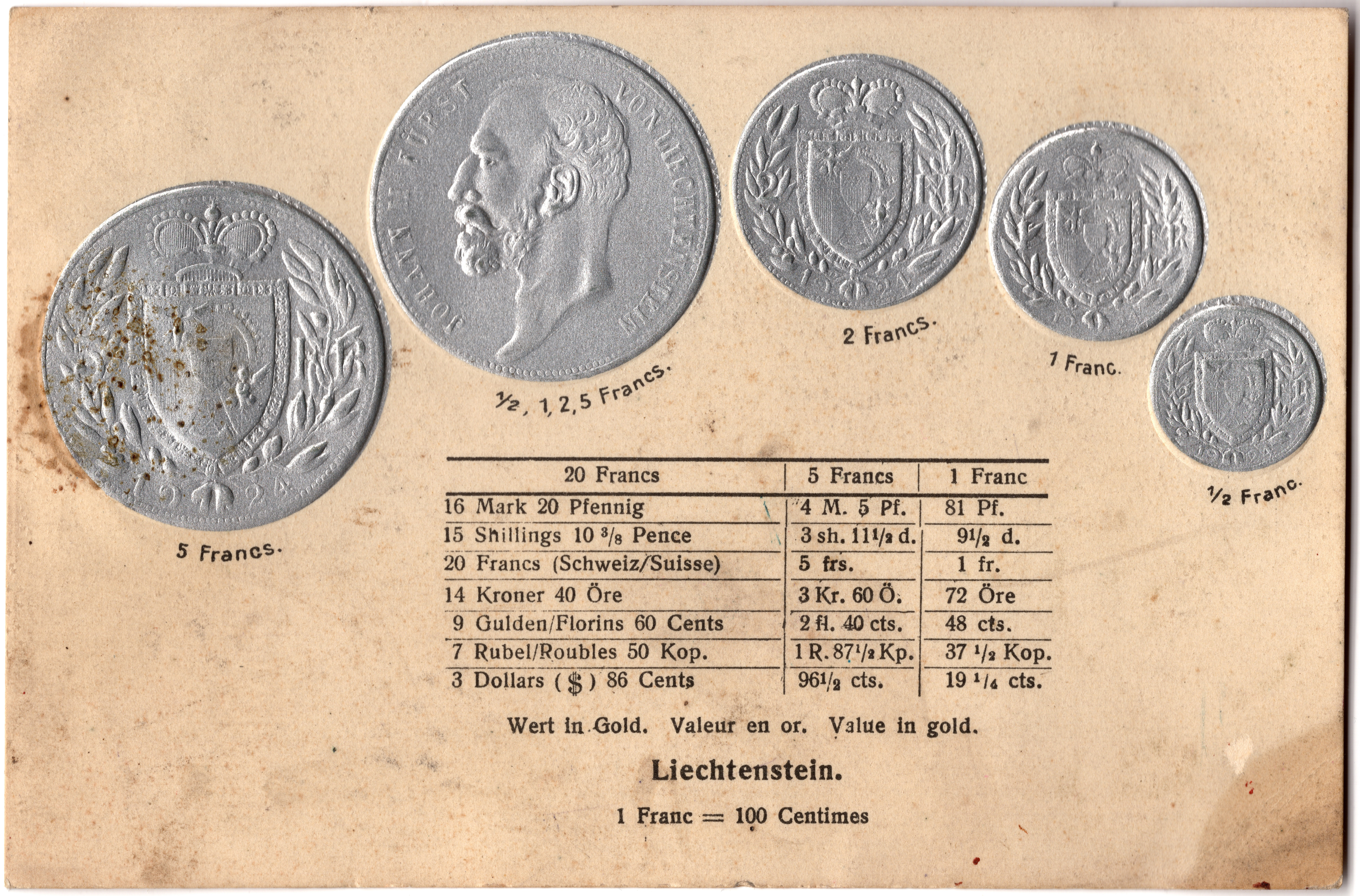
Carte postale touristique présentant la série de pièces frappées en 1924.

En 1924, des pièces figurant le portrait de Jean II sont frappées pour des valeurs de un demi franc, 1, 2 et 5 francs en argent, similaires aux normes de la Monnaie de Berne. En 1930, suivent des pièces de 10 et 20 francs en or. À partir de 1946, seules des monnaies commémoratives sont frappées. Les frappes modernes proposent des boîtes numismatiques comprenant un jeu de pièces de 5 et 10 francs en argent, et de 50 et 100 francs en or.
Aucun billet en franc émanant de la Liechtensteinische Landesbank n'a été fabriqué.